# Sint-Martinuskerk (Genk)

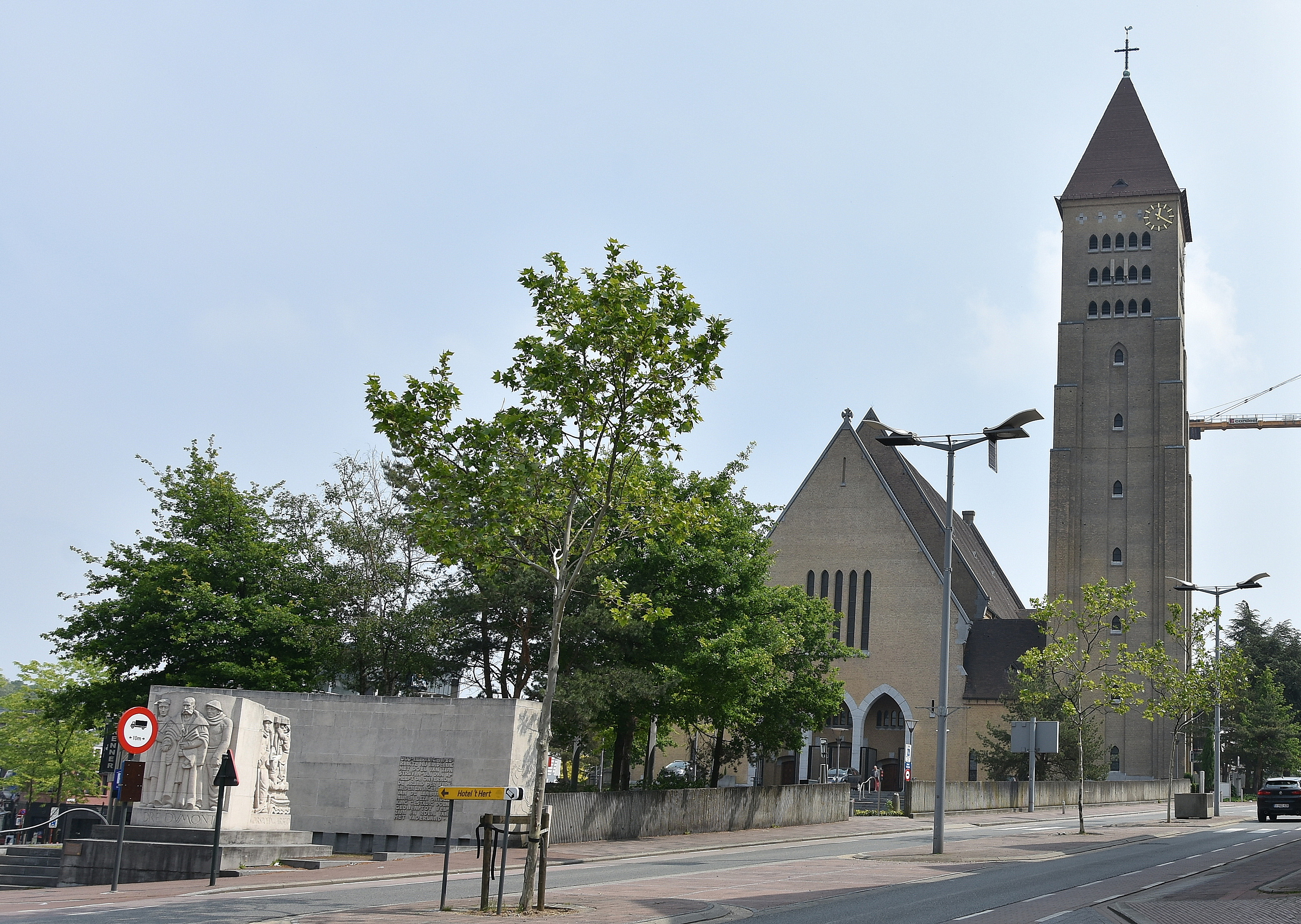
Sint-Martinuskerk

De Sint-Martinuskerk is de parochiekerk van Genk-Centrum, die zich bevindt aan het Crypteplein.

## Geschiedenis
Op deze plaats zou omstreeks 800 al een houten kapel hebben gestaan, omstreeks 900 was dat een klein stenen zaalkerkje, terwijl in ongeveer 1000 er al sprake was van een stenen kerkje met een koor, een schip een voorportaal. Rond 1150 werd hier, met behulp van veldkeien, een toren tegenaan gebouwd. Omstreeks 1175 werd het gebouw uitgebreid tot een driebeukig romaans kerkje. Deze werd in de daaropvolgende eeuwen geleidelijk uitgebreid in gotische stijl.
In 1850 was deze kerk in verval geraakt, en ze werd ook te klein bevonden. Tegen de oude toren werd een nieuwe, driebeukige, kerk gebouwd in neogotische stijl. Op 2 oktober 1944 werd, twee weken na de bevrijding, Genk bij vergissing gebombardeerd. Naast een groot deel van het centrum werd ook de kerk verwoest. Hoewel de oude toren nog overeind stond, werd hij in 1945 alsnog opgeblazen. Het bleek toen dat de constructie van de toren veel sterker was dan gedacht.

## Huidige gebouw
Veertig meter verwijderd van de plaats waar men de overblijfselen van de vroegere kerken heeft opgegraven, heeft men toen een nieuwe kerk gebouwd, gelegen op een kegel van het puin dat voortkwam uit de bombardementen. Deze kerk, ontworpen door architect Maurice De Paepe, is een bakstenen gebouw in modern-gotische stijl. Ze heeft een aangebouwde, hoge, vierkante toren onder tentdak. De kerk zelf is een kruisbasiliek onder een spits zadeldak, met een lengte van 60 meter en een breedte van 25 meter. De bouw werd toevertrouwd aan Bouwwerken Steyfkens Wouters uit Genk en duurde van Maart 1950 tot Juni 1953. De toren is 64 meter hoog en in 1960 werd er een beiaard van 52 klokken in geplaatst.

## Meubilair
Naast vele 20e-eeuwse beelden, vervaardigd door Raf Mailleux, is er ook een 16e-eeuws beeld van Onze-Lieve-Vrouw met Kind, dat uit de voormalige kerk afkomstig is.

## Opmerking
Op het plein vóór de kerk bevindt zich het André Dumont monument.

## Galerij

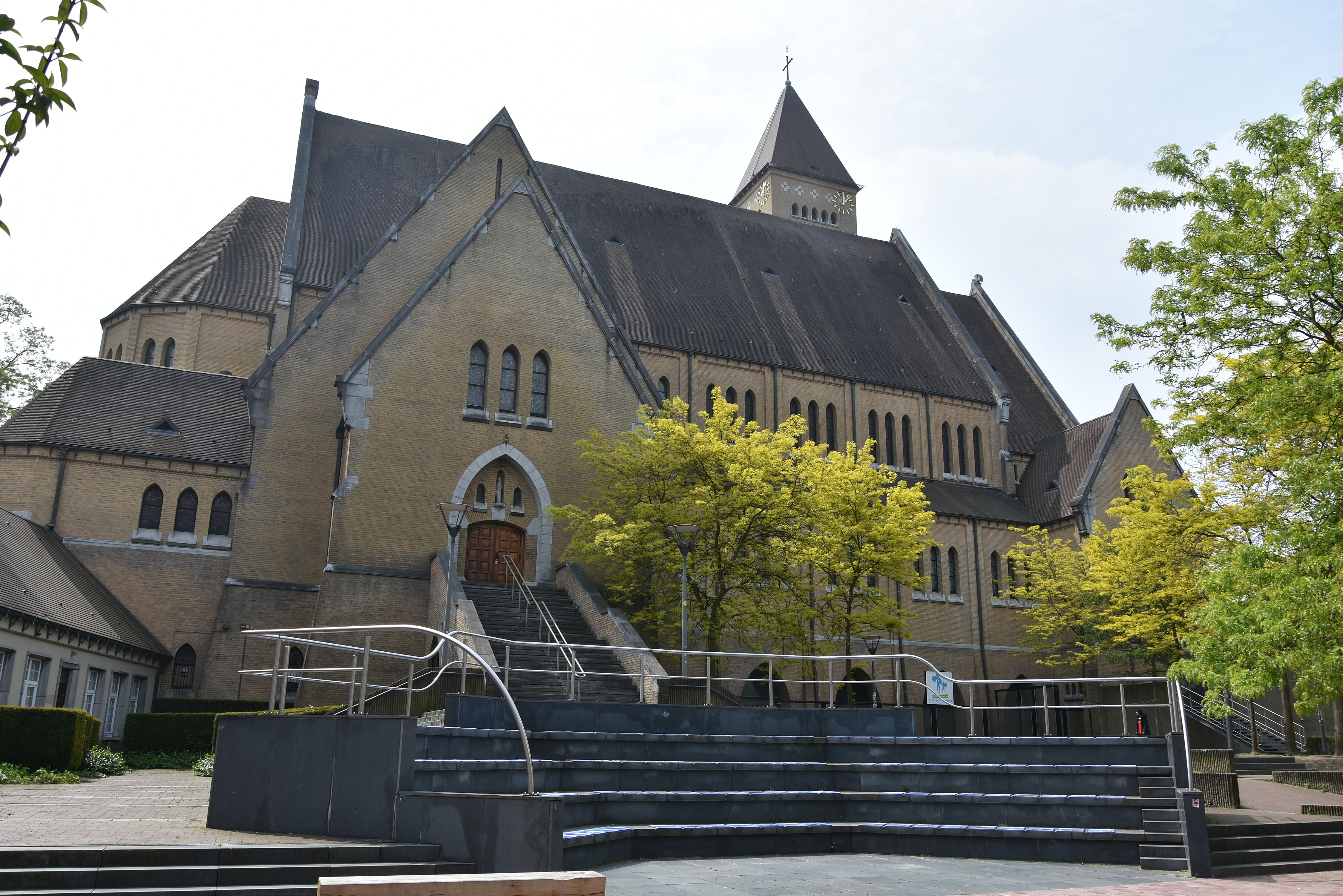
De kerk aan het Crypteplein
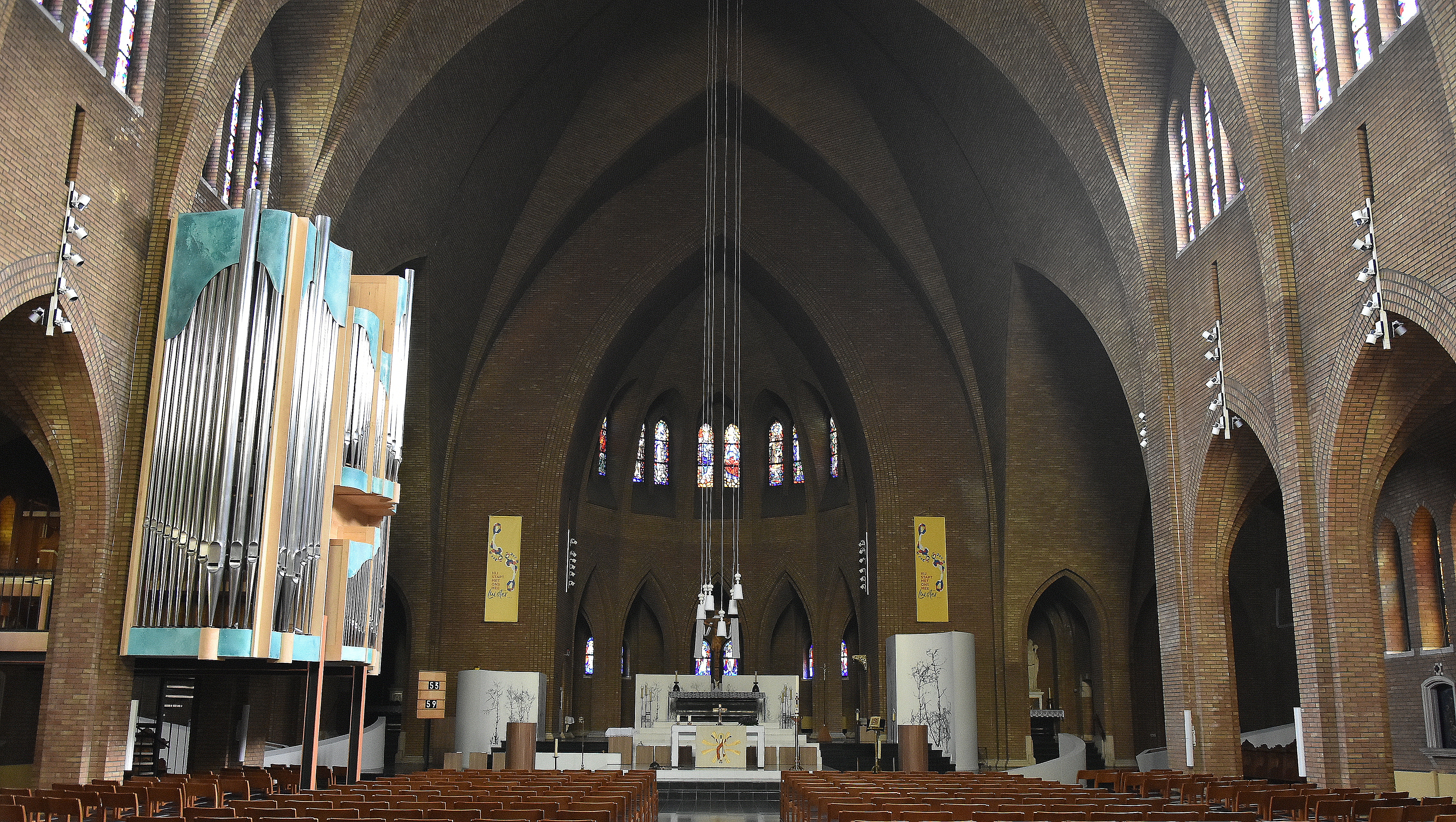
Kerkschip en priesterkoor
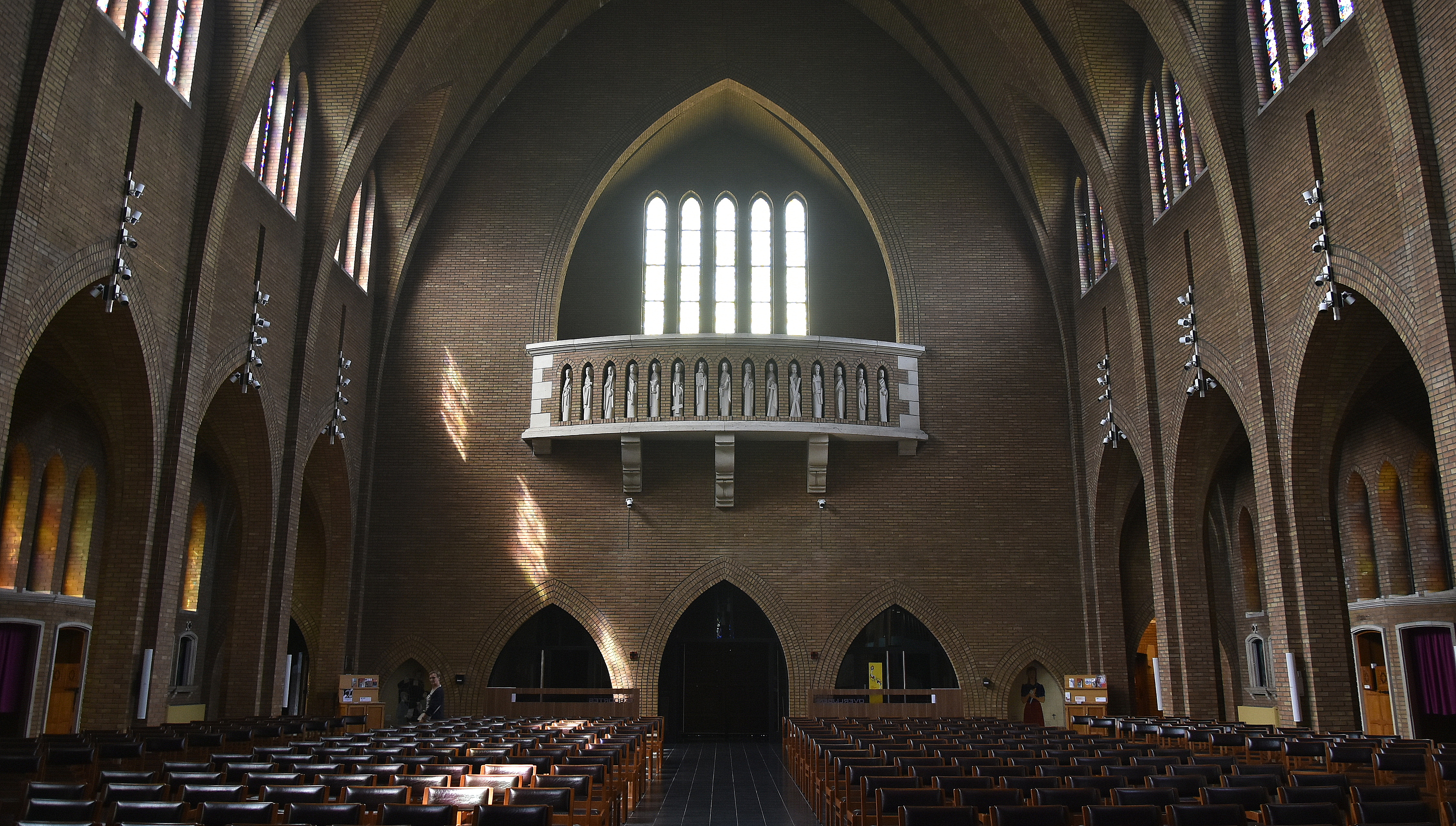
Achterzijde
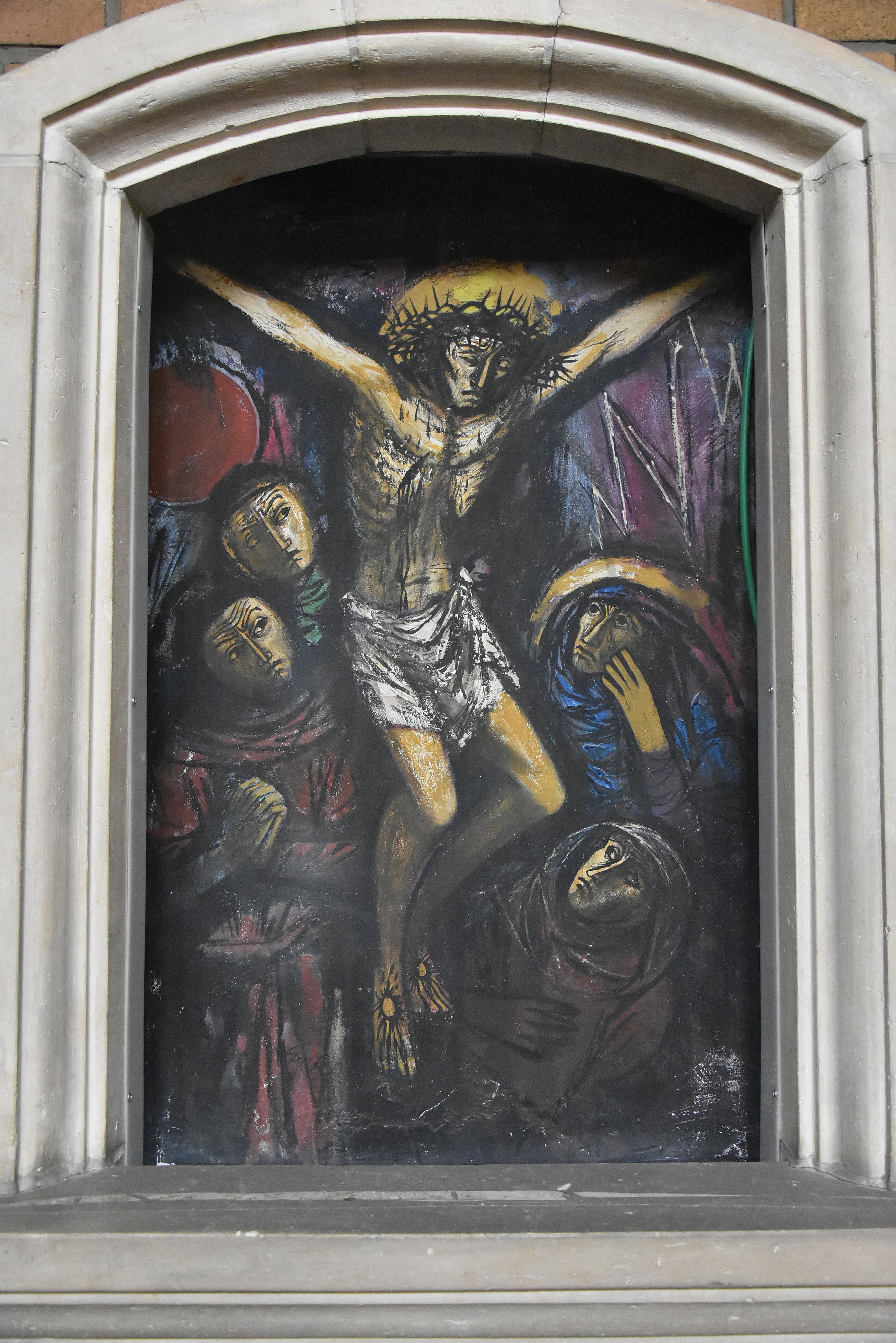
Fragment uit de kruisweg